# Körösladány
Körösladány – miasto na Węgrzech, w Komitacie Békés, w powiecie Szeghalom.